# 长柄无心菜
长柄无心菜（学名：Arenaria longipetiolata）是石竹科无心菜属的植物，是中国的特有植物。分布在中国大陆的四川等地，生长于海拔2,800米的地区，一般生长在林中，目前尚未由人工引种栽培。